# 허드슨 모호크
로스 매튜 비처드(영어: Ross Matthew Birchard, 1986년 2월 11일 ~ )는 허드슨 모호크(영어: Hudson Mohawke)라는 예명으로 잘 알려진 스코틀랜드 글래스고 출신의 음악가이다. 그는 영국의 레이블 LuckyMe의 창립 멤버이며, 워프 레코즈와 계약한 뒤 2009년 데뷔 음반 Butter를 발매했다. 2011년 그는 캐나다의 DJ 루니스 (Lunice)와 TNGHT이라는 듀오를 만들었으며, 같은 해 EP TNGHT을 발매한 바 있다.
2012년 그는 카니예 웨스트의 GOOD 뮤직에 프로듀싱 팀으로 들어갔으며, 웨스트의 2013년 음반 Yeezus에도 참여한 바 있다. 이외에도 푸샤 T, 드레이크, 에이셉 라키, 아노니 등과 작업한 바 있다.

## 음반 목록
정규 음반
- Butter (2009)
- Lantern (2015)
- Ded Sec – Watch Dogs 2 (2016)

EP
- LuckyMe (2005)
- Choices Vol. 1 (2007)
- Puzzles (2007)
- Secrets (2007)
- Polyfolk Dance (2009)
- Satin Panthers (2011)
- TNGHT (2012) (as TNGHT)
- Hud Mo 100 (2013)
- Chimes (2014)
- II (2019) (as TNGHT)